# Зеленик (Болгария)
Зеленик (болг. Зеленик) — село в Болгарии. Находится в Великотырновской области, входит в общину Елена. Население составляет 3 человека.

## Политическая ситуация
Зеленик подчиняется непосредственно общине и не имеет своего кмета.
Кмет (мэр) общины Елена — Сашо Петков Топалов (Болгарская социалистическая партия (БСП)) по результатам выборов.